# Cathédrale Féodorovsky
La cathédrale Féodorovsky (en russe : Феодоровский Государев собор), est une église orthodoxe située dans le parc de la Ferme à Tsarskoïe Selo, près de Saint-Pétersbourg. Elle a été construite en 1909-1912 comme église familiale de la famille impériale et mémorial de la dynastie Romanov et comme église de la garde personnelle de l'empereur et du régiment d'infanterie de Tsarskoïe Selo. Ce n'est pas une cathédrale au sens latin du terme (traduit en russe par кафедральный собор), mais une église collégiale.

## Historique

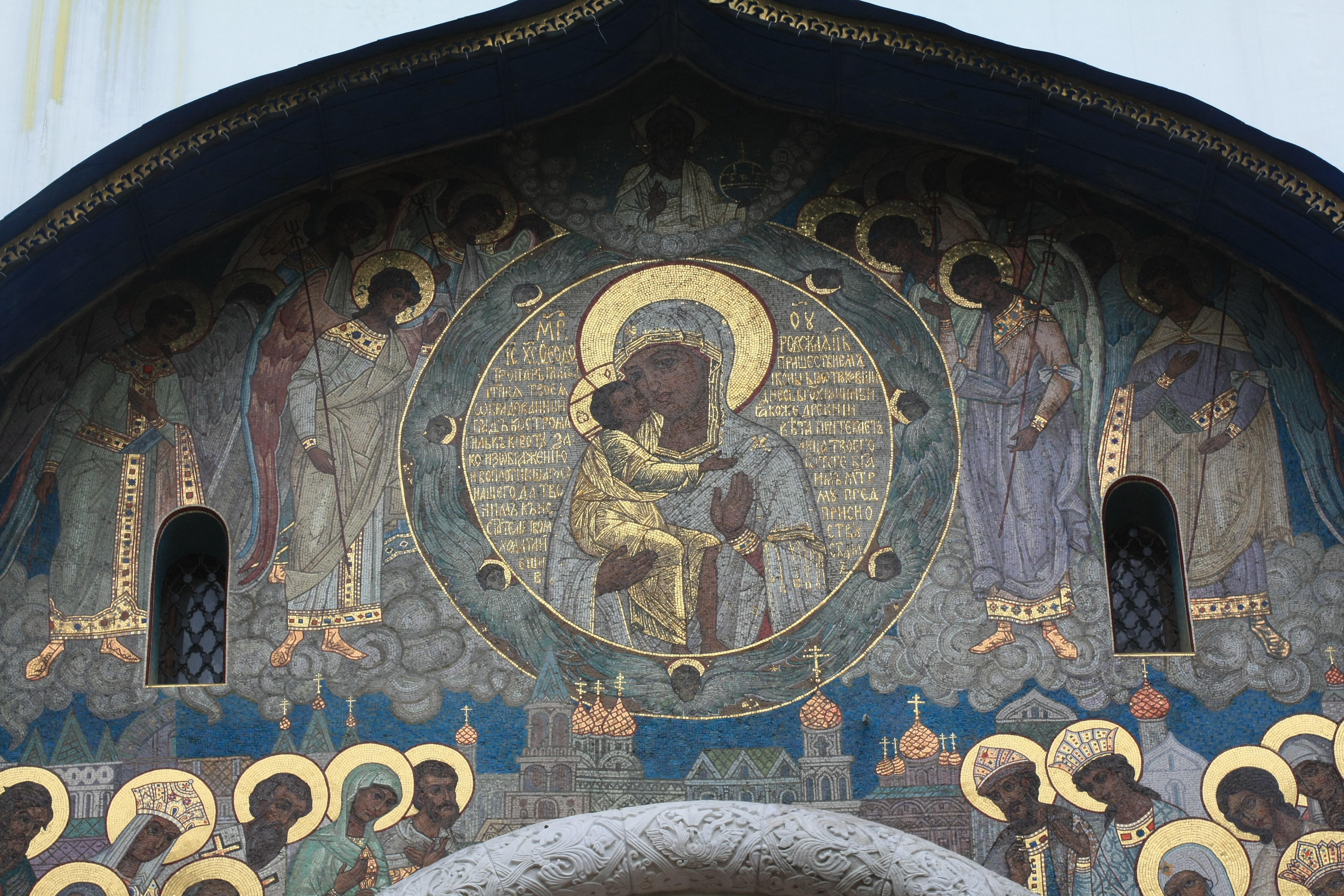
Vue de la mosaïque au-dessus de l'entrée.

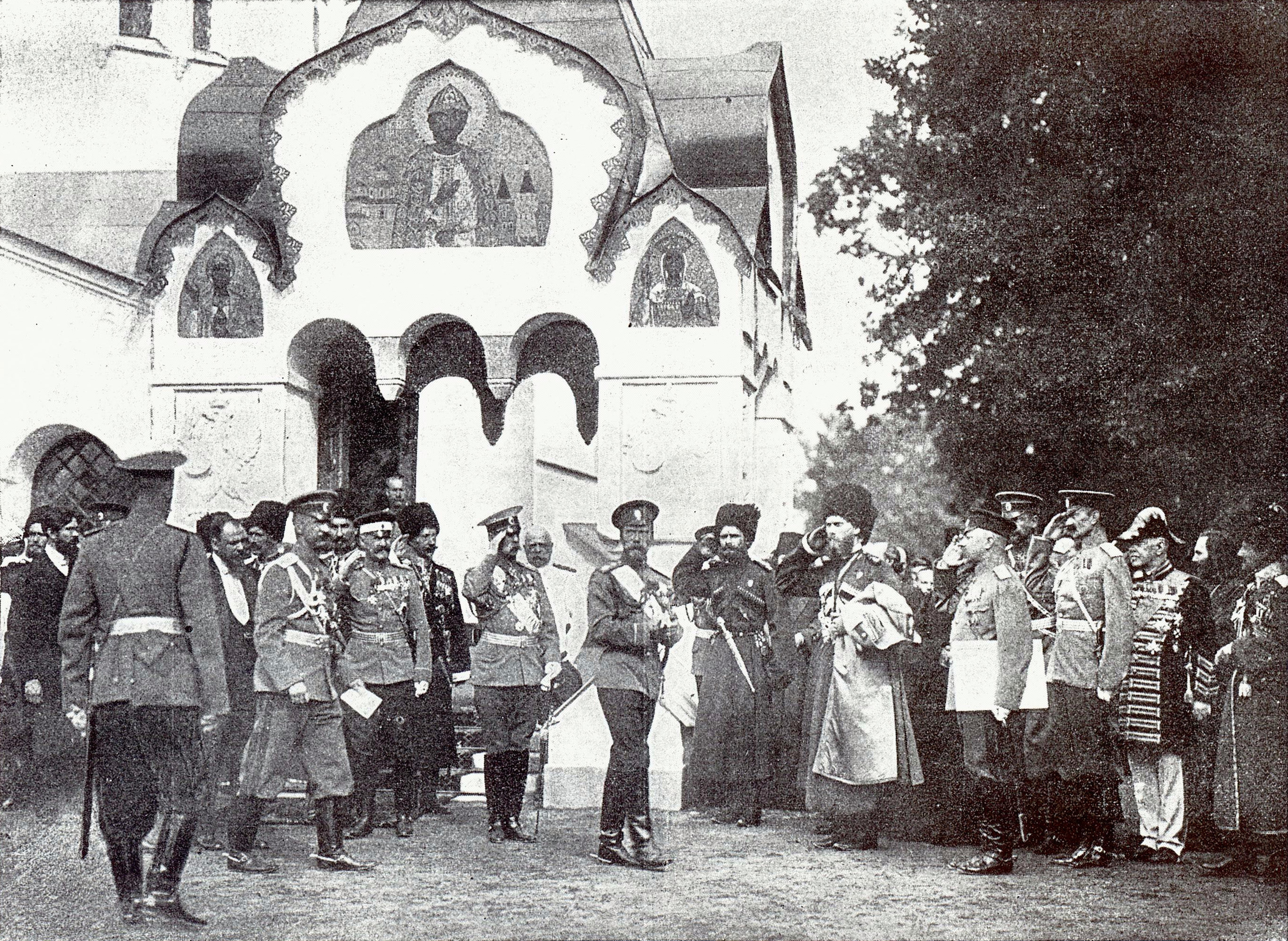
Nicolas II reçoit une délégation après la consécration de l'église (photographie de Karl Bulla).

L'église est consacrée le 20 août (2 septembre) 1912 en l'honneur de l'icône miraculeuse de Notre-Dame du monastère Féodorovsky. C'est en 1895 que l'idée a surgi de construire une église pour la caserne de la garde personnelle de l'empereur et cinq ans plus tard de construire un village dans le style du XVIIe siècle russe, dont l'édifice dominant serait une église vouée à la Vierge de Féodorovsky. Nicolas II donne son accord en 1908 pour faire construire l'église dans un champ situé derrière le palais Alexandre, où il demeure le plus souvent. Un comité de construction est formé sous la présidence du major-général Komarov, commandant du régiment d'appui d'infanterie de Tsarkoïe Selo.
Un premier office est célébré le 6 (19) février 1909 dans  une église temporaire de bois vouée à saint Séraphin de Sarov, et la première pierre de la cathédrale Féodorovsky est bénite le 20 août (2 septembre) 1909 en présence de Nicolas II. Les plans de l'architecte Alexandre Pomerantsev (1849-1918) sont jugés trop volumineux, et au dernier moment il est fait appel à Vladimir Pokrovski (1871-1931) dont le projet est approuvé le 1er (14) août 1910. Les premiers fonds proviennent de la cassette personnelle de l'empereur et de son épouse Alexandra et se chiffrent à 150 000 roubles. Le couple impérial assiste de près à la construction et se rend souvent sur les lieux pour suivre les travaux., ainsi le 26 février (11 mars) 1910 lorsque la croix de la coupole est bénite, ou bien le 4 (17) mars 1910, lorsque l'on installe les cloches. La somme totale des travaux s'élève à un million cent-cinquante mille roubles, ce qui représente un chiffre considérable. Outre les dons de la famille impériale, on fait appel à des souscriptions auprès des classes fortunées de marchands ou d'entrepreneurs.
La consécration de l'église a lieu le 20 août (2 septembre) 1912 en présence de la famille impériale.

## Galerie d'illustrations

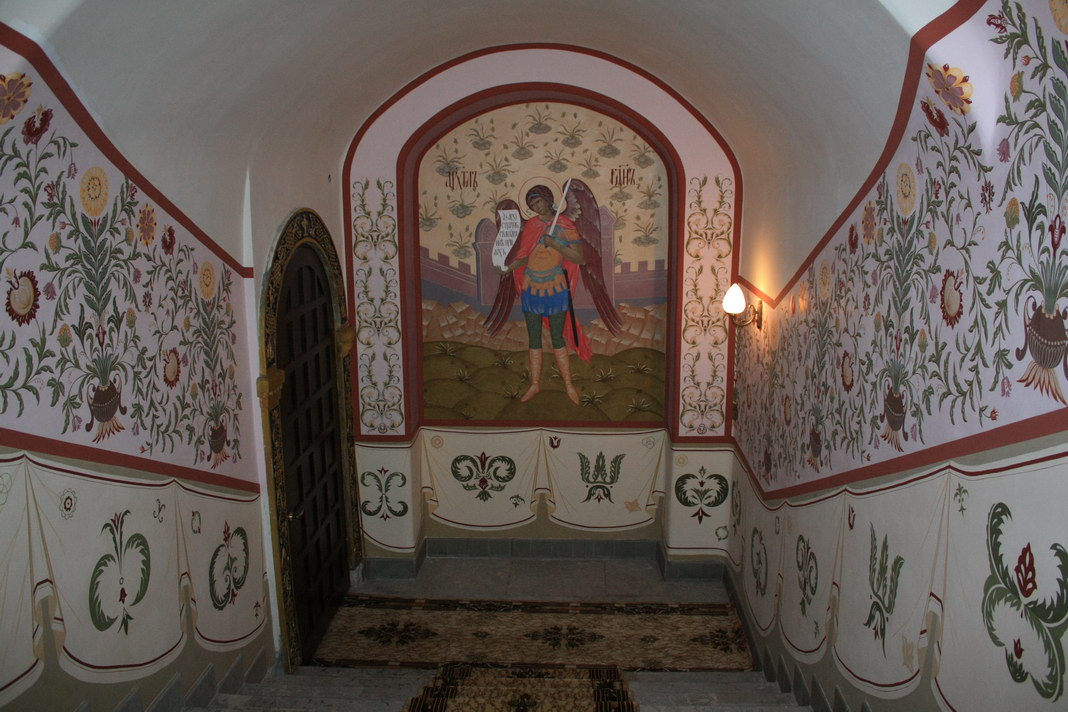
Détail de l'escalier avec l'archange saint Michel.
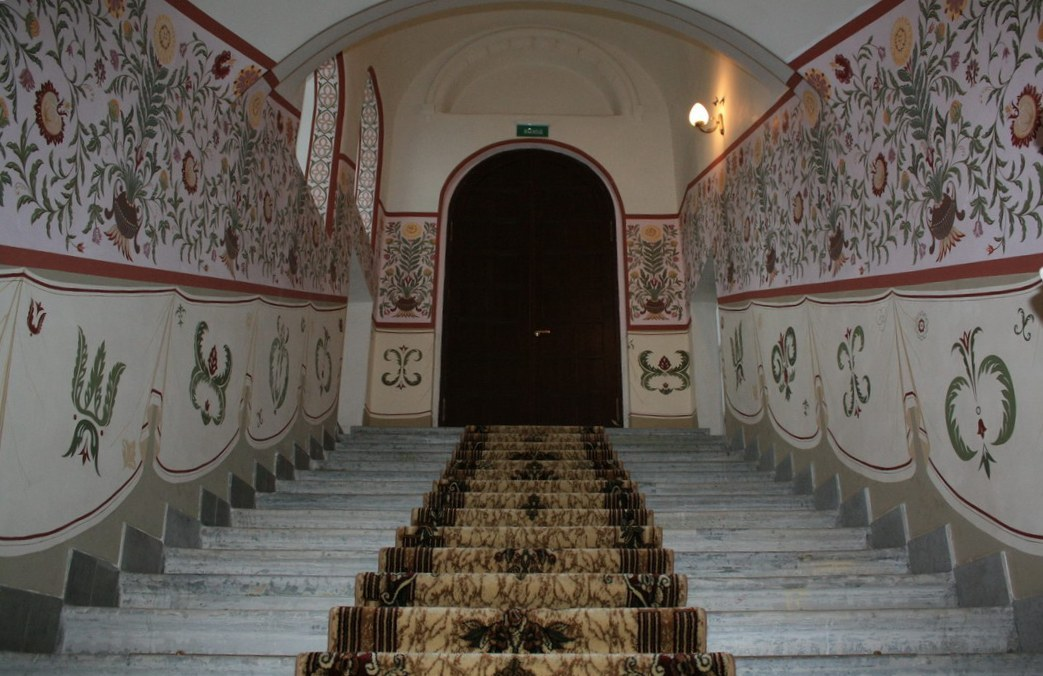
Vue de l'escalier menant à l'église supérieure.
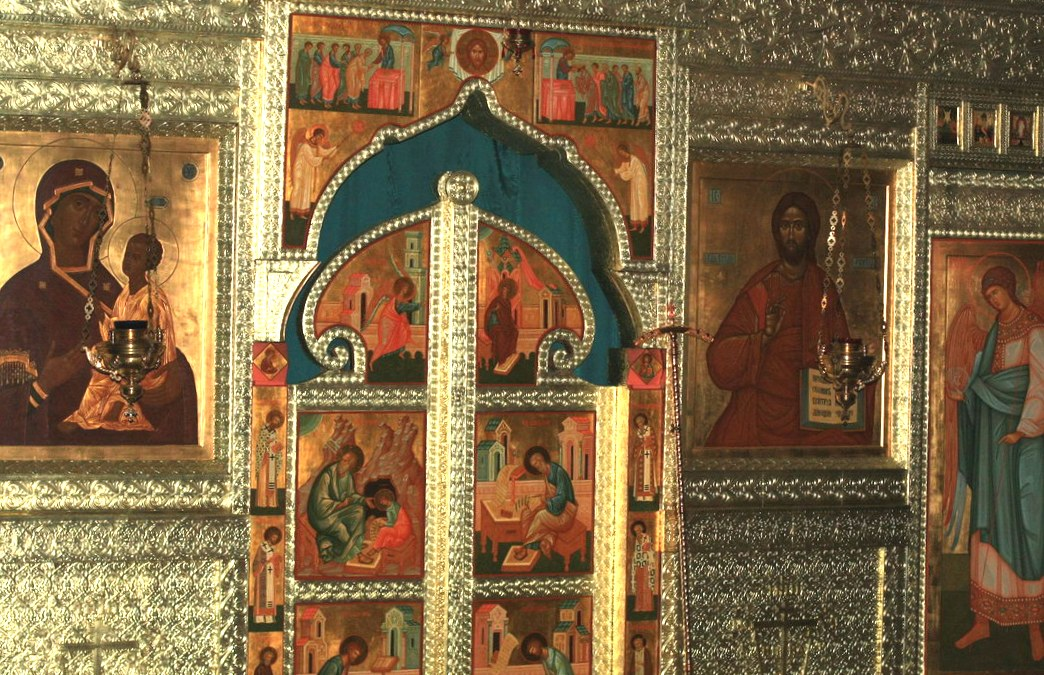
Détail de l'iconostase de l'église inférieure.
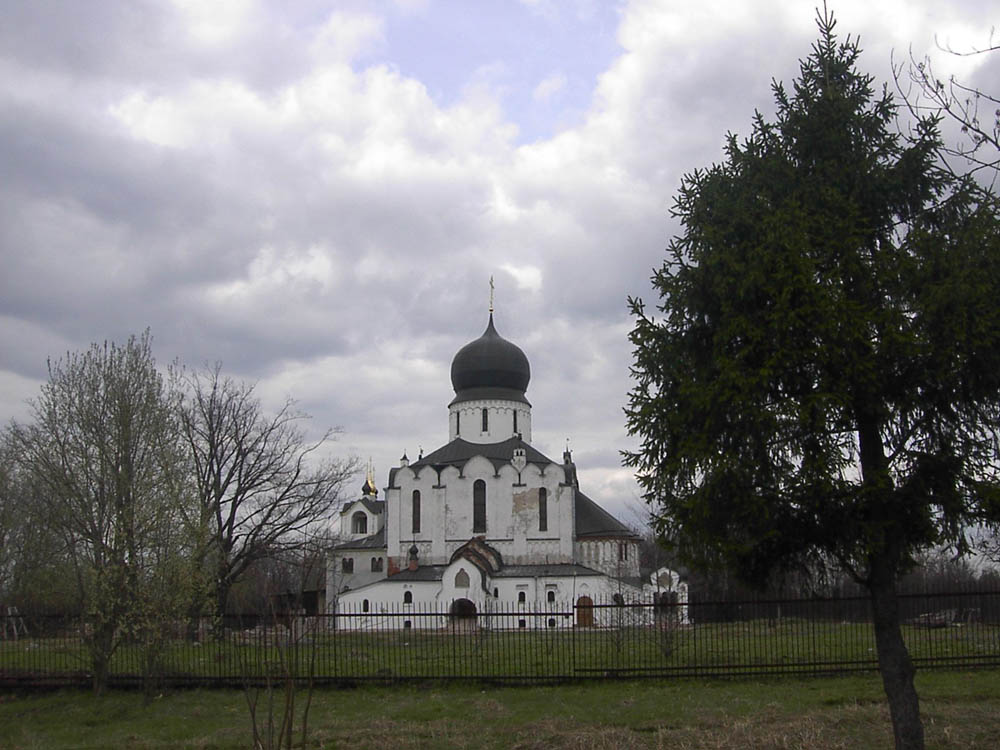
Vue de l'église avant restauration.
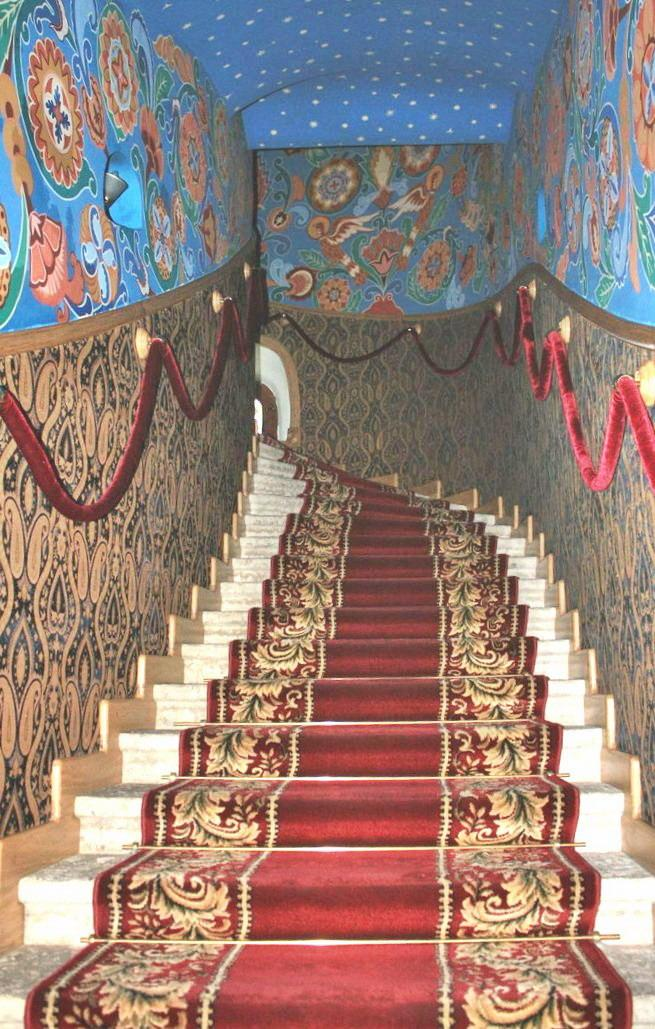
Escalier impérial.
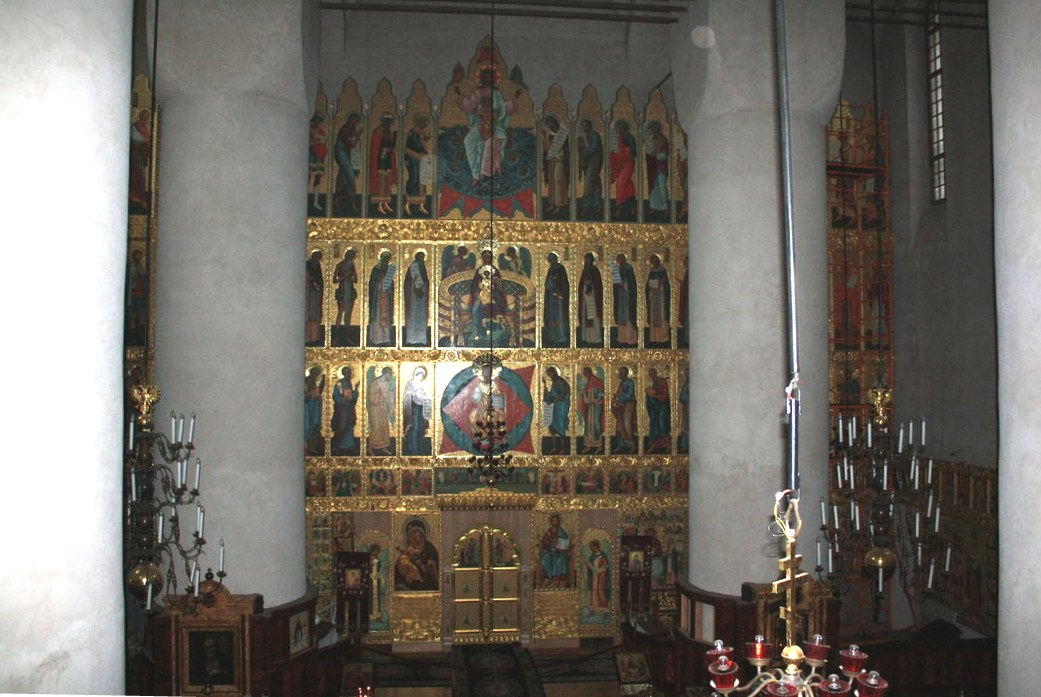
Vue de l'iconostase de l'église supérieure.
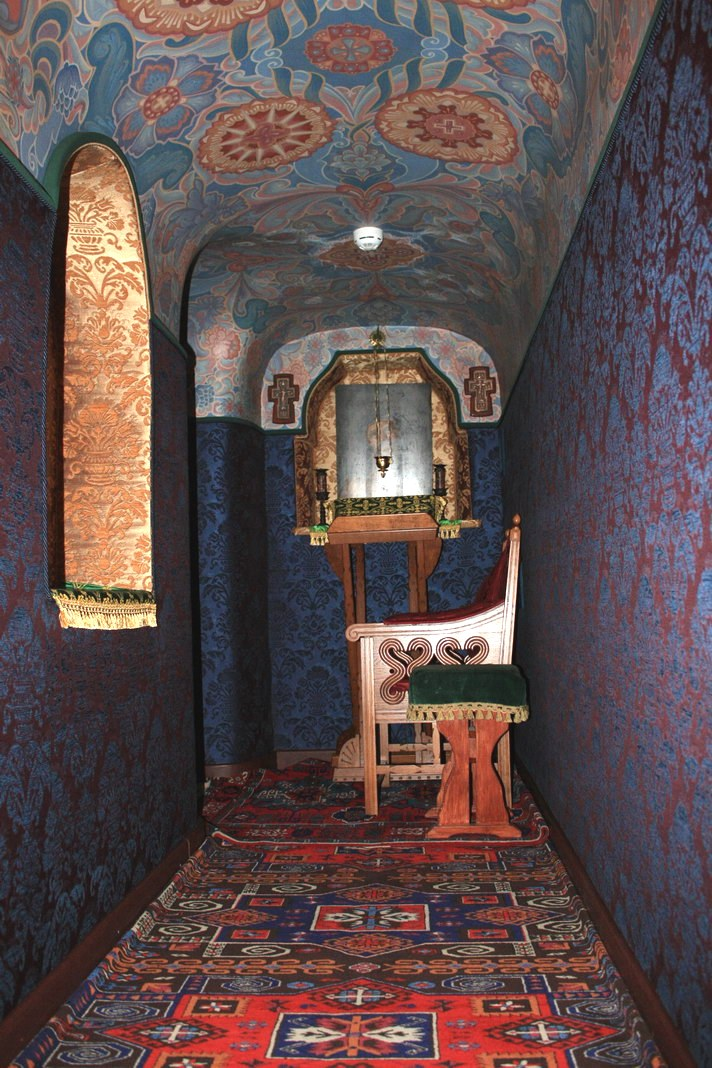
Loge de l'impératrice Alexandra où elle priait et d'où elle pouvait assister aux cérémonies.
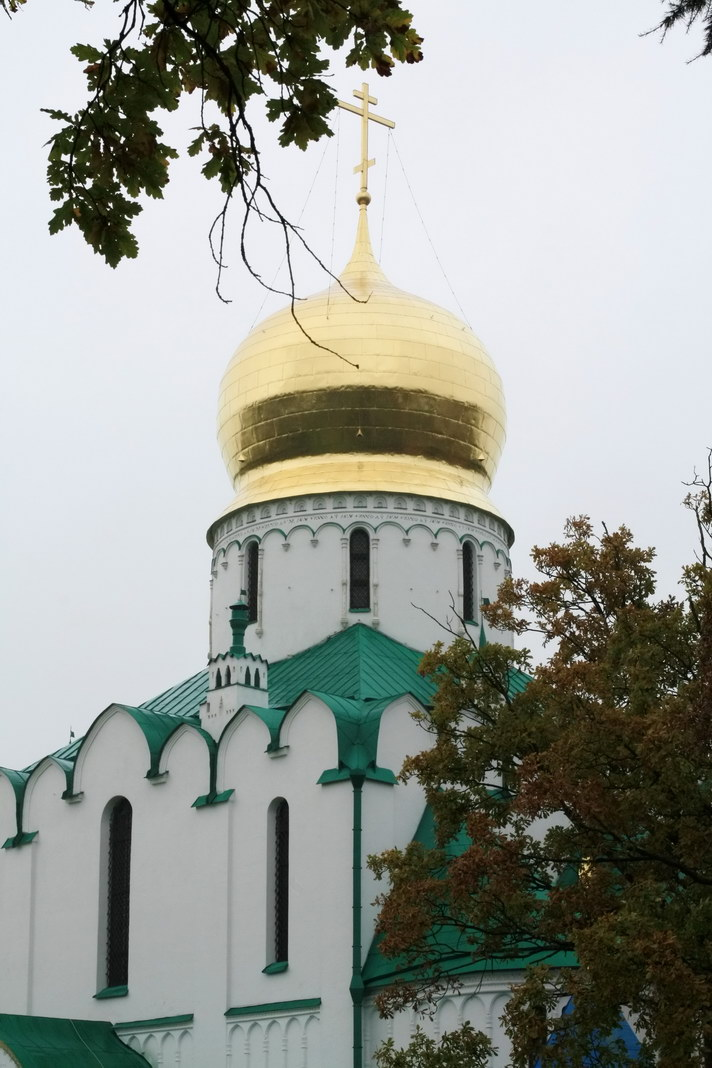
Vue de la coupole.

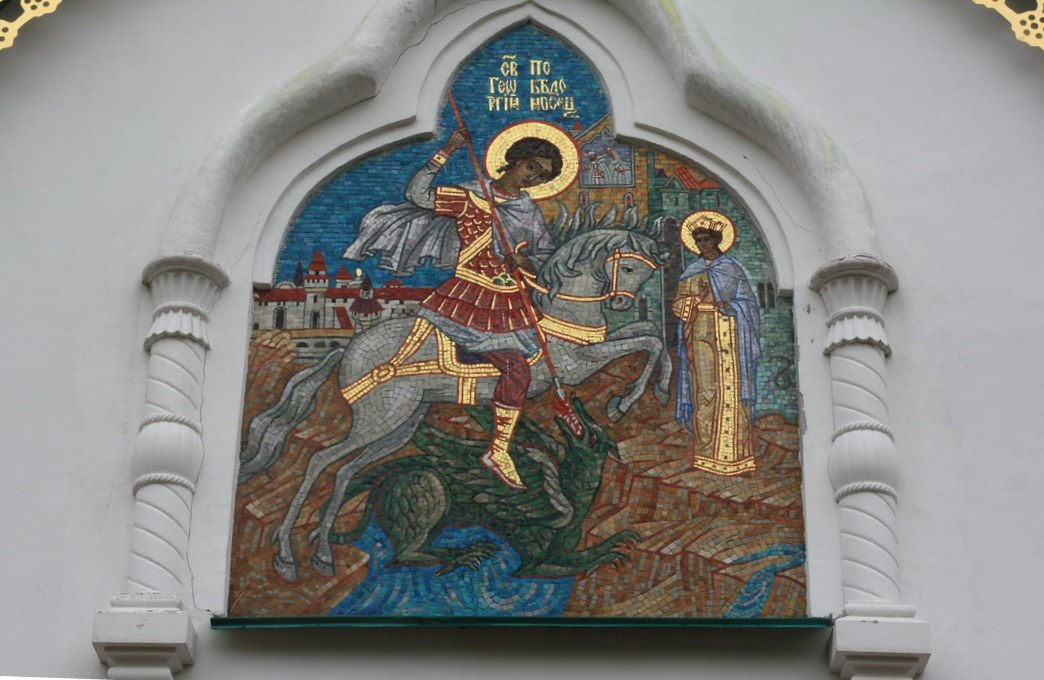
Mosaïque représentant saint Georges au-dessus de l'entrée des officiers.

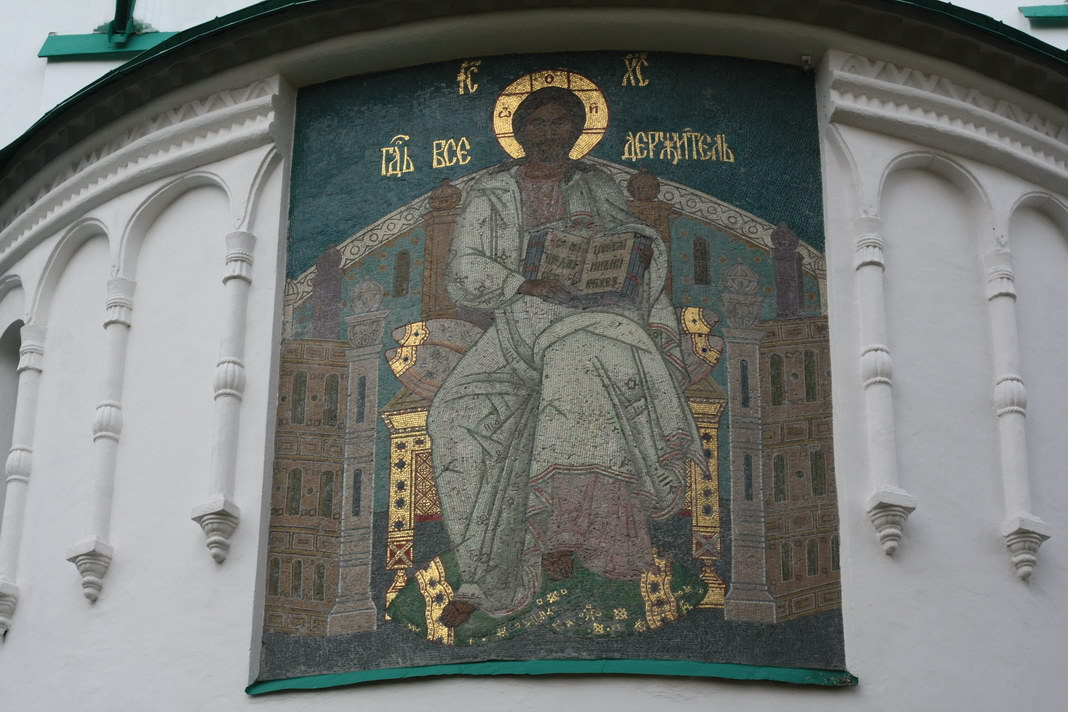
Mosaïque de l'abside.

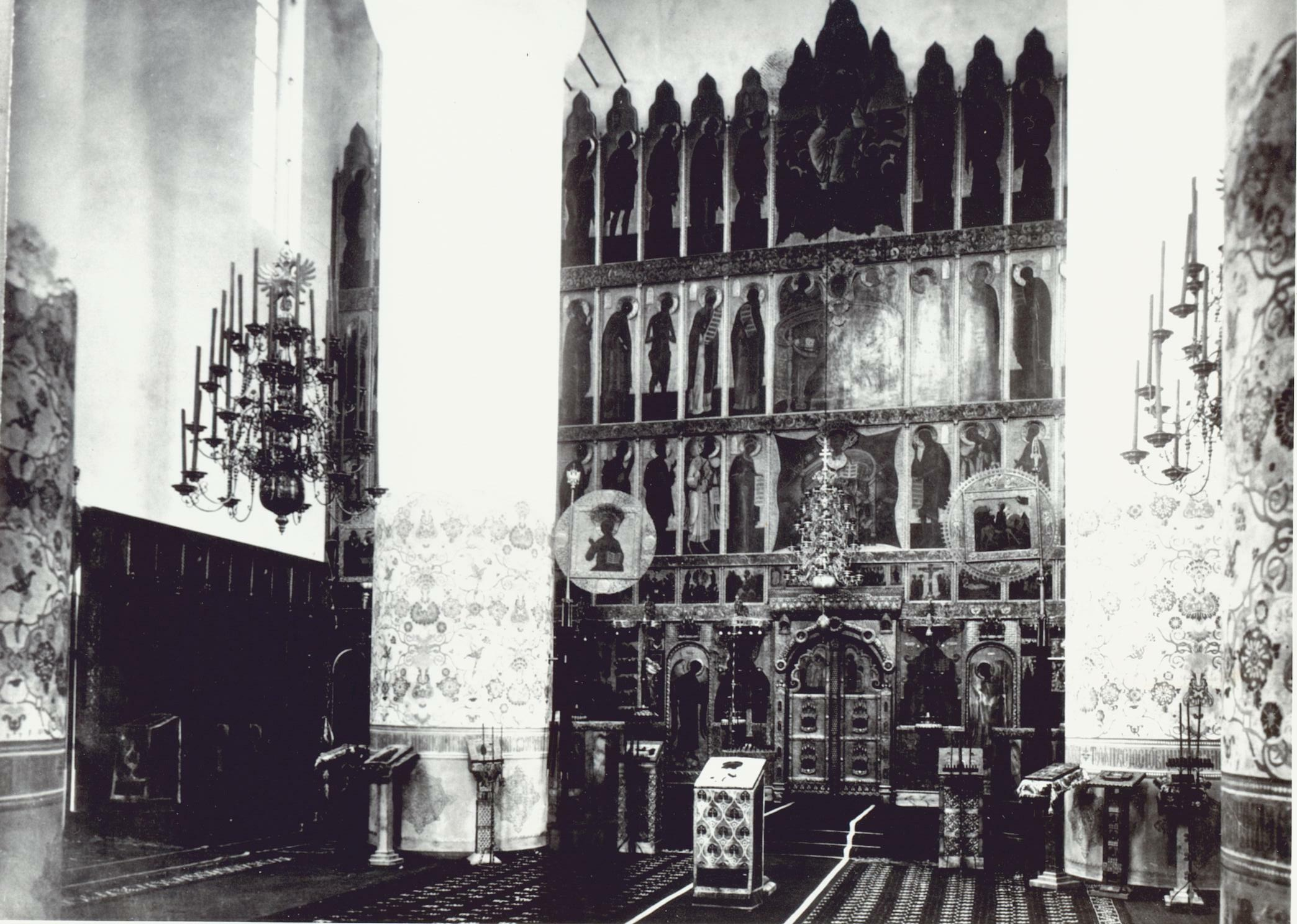
Iconostase de l'église supérieure en 1912.

La crypte est consacrée le 27 novembre  (12 décembre) 1912 et reçoit le mobilier liturgique et la décoration intérieure de l'ancienne chapelle temporaire. Elle est vouée à saint Séraphin de Sarov. La cathédrale reçoit son appellation officielle de « cathédrale (collégiale) Féodorovsky des Souverains », le 26 janvier (6 février) 1914. C'est à la fois l'église régimentaire de la garde personnelle de S.M. l'Empereur, celle du 1er régiment d'infanterie de Tsarkoïe Selo, et la paroisse personnelle de la famille impériale. Celle-ci assiste aux liturgies les dimanches et jours de fête, lorsqu'elle se trouve en résidence au palais Alexandre. L'empereur prie à la crypte les jours de jeûne. Pour entrer à la cathédrale, les simples fidèles doivent obligatoirement obtenir des billets d'entrée auprès du commandant du palais.
L'empereur vient souvent y prier et le protocole se déroule de la manière suivante: le colonel Loman, curateur de l'église, accueille le tsar et sa famille devant le portail de côté et le commandant du palais accueille la famille impériale devant la porte. Ensuite la famille impériale se dirige vers la petite porte du côté droit, suivie du commandant du palais, et se tient dans le chœur de droite, tandis que les cosaques et les fonctionnaires de rangs inférieur se tiennent dans toute la largeur de l'église. Lorsque l'impératrice vient seule, elle s'installe souvent dans une petite chapelle en hauteur en forme de loge donnant directement sur l'iconostase.
Après la révolution de février, la cathédrale Féodorovsky devient simple église paroissiale. La plus grande partie des objets liturgiques et du mobilier est confisquée en 1922 par les autorités bolchéviques. Tout l'intérieur de la crypte est transféré au musée du palais Catherine. Plusieurs vols et déprédations ont lieu par la suite. L'église est à partir de janvier 1928 un lieu de prières et de rassemblements des joséphites, fidèles orthodoxes suivant la ligne du  métropolite Joseph de Léningrad qui seront presque tous arrêtés en 1929. La Guépéou arrête le desservant, le protodiacre Nikolaï Neidbailik, le 21 avril 1931, et l'église est fermée. Elle rouvre cependant le 26 août suivant, mais le soviet municipal de Detskoïe Selo (nouveau nom de Tsarkoïe Selo), jugeant qu'il y a suffisamment d'églises ouvertes (cinq à l'époque) décide de la transformer en club pour l'institut de production laitière. Elle est donc fermée le 13 juin 1933, ce qui est confirmé par une décision du comité central exécutif de toutes les Russies, en décembre suivant.
Son mobilier, ses icônes et les objets liturgiques sont partagés entre différents musées. L'église supérieure est transformée en salle de cinéma et la crypte sert de salles d'archives pour des fonds cinématographiques. L'édifice souffre pendant la période d'occupation allemande, la coupole, en particulier, s'écroule, l'escalier principal est détruit et les archives brûlent.
Après la guerre, l'édifice sert d'entrepôt de légumes. Ce n'est qu'en 1985-1995 que les premiers travaux de restauration commencent. Entretemps, l'église est rendue à l'Église orthodoxe en 1991. Les premiers offices sont célébrés au début de l'année 1992 dans la crypte et dans l'église supérieure en 1996.
La cathédrale Féodrovsky est inscrite au patrimoine des monuments fédéraux protégés en 1995.

## Architecture

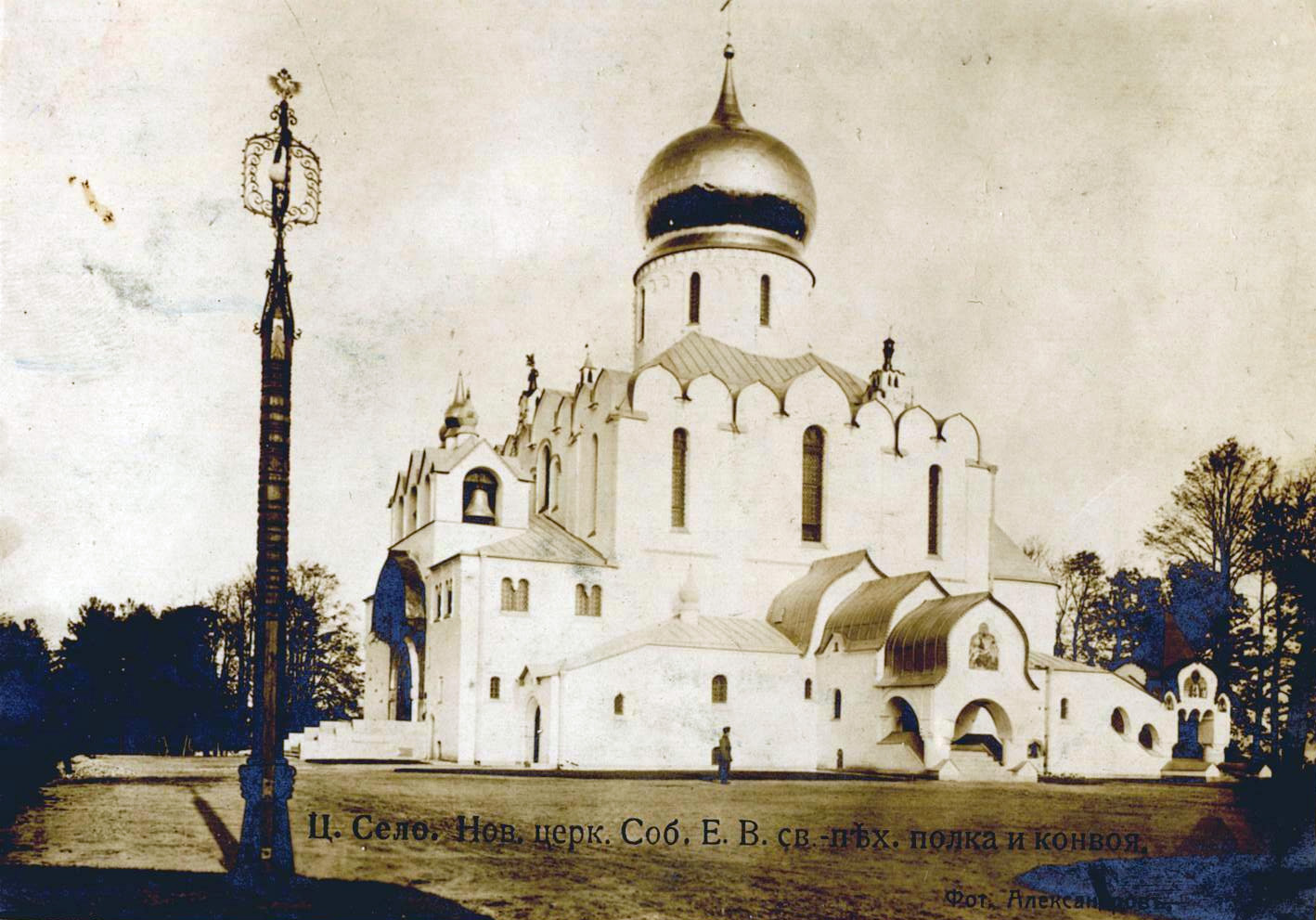
L'église en 1912.

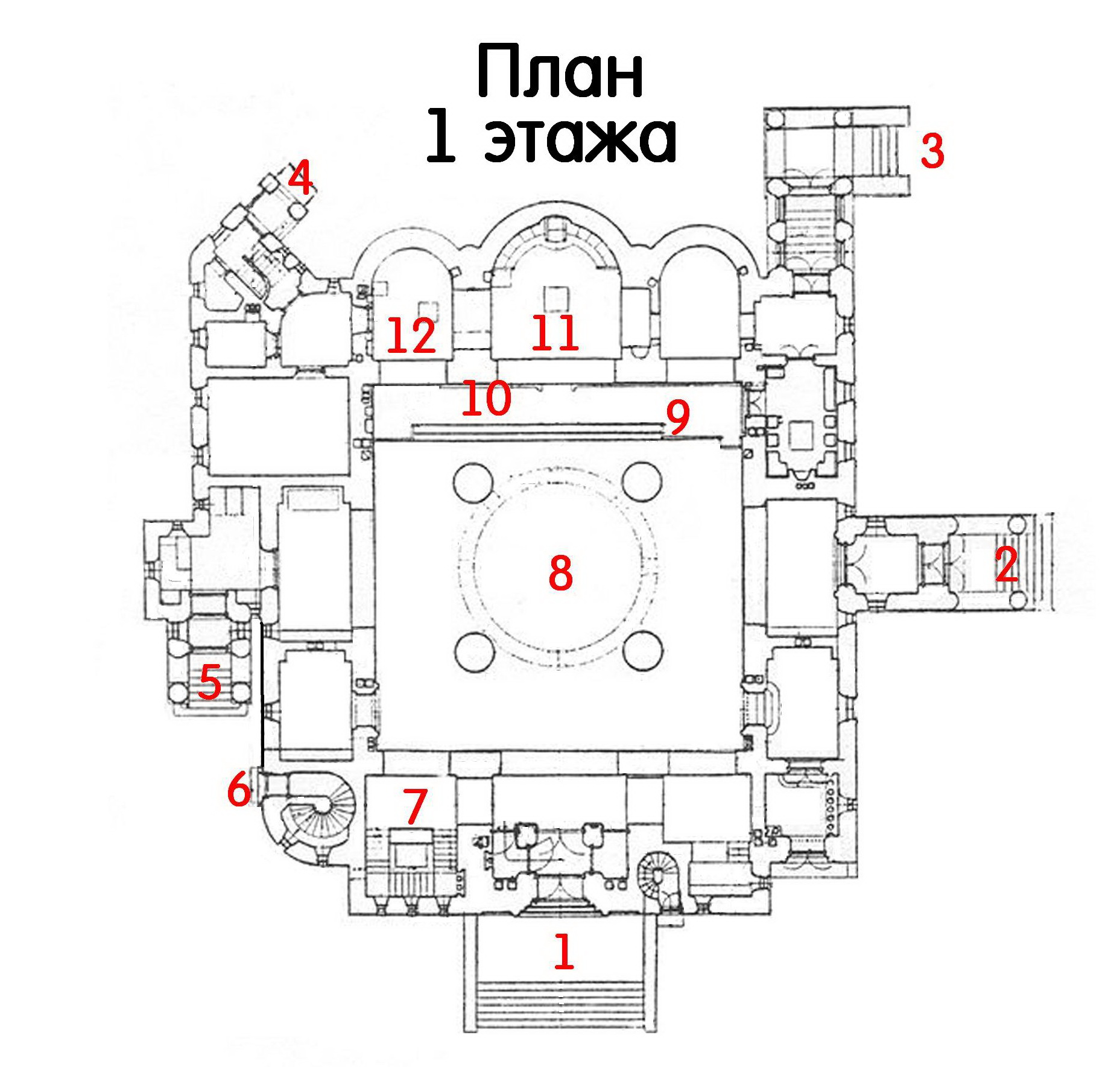
Plan de l'église supérieure.

La cathédrale Féodorovsky se trouve sur un point élevé, elle est donc visible de tout le village Féodorovsky. L'édifice consiste en une église supérieure pouvant accueillir un millier de fidèles, dont l'autel principal est consacré à l'icône de Notre-Dame de Féodorovsky et dont le patron secondaire est saint Alexis de Moscou, ainsi qu'une église inférieure consacrée à saint Séraphin de Sarov. Son plan est carré, elle est recouverte de coupoles formant une croix. Les façades sont décorées de mosaïques, œuvres de Vladimir Frolov. L'église possède plusieurs entrées qui étaient réservées à des catégories de fidèles différentes. L'entrée d'honneur se trouve à l'ouest, surmontée d'une mosaïque de Notre-Dame de Féodorovsky entourée d'anges et de saints et surmontée d'un petit clocher à trois arcs. Un escalier de granite rouge mène à l'église. Cette entrée servait uniquement à de grandes fêtes. Deux entrées se trouvent au sud: celle des officiers surmontée de saint Georges, et celle de la famille impériale surmontée d'une icône de saint Séraphin de Sarov. Une autre entrée se trouve à l'angle sud-ouest et était utilisée au-début par la famille impériale. Elle est surmontée des icônes de saint Alexandre Nevski de sainte Marie-Madeleine et de sainte Alexandra de Rome et d'un toit en pointe de couleur bleue avec l'aigle impériale dorée. Du côté nord, on trouve deux entrées: l'une, surmontée de l'archange saint Michel, sert aux simples fidèles, et au fonctionnaires impériaux l'été, l'autre mène à la crypte pour les simples soldats. D'autres petites portes se trouvent aux angles. L'abside est décorée d'une mosaïque du Christ pantocrator.
- 1)  Entrée d'honneur (ouest)
- 2)  Entrée des officiers (sud)
- 3)  Entrée impériale
- 4)  Entrée du clergé
- 5)  Entrée des fidèles et des fonctionnaires l'été
- 6)  Entrée à la crypte, ou église inférieure, pour les soldats
- 7)  Escalier intérieur vers la crypte
- 8)  Nef sous la coupole
- 9) Ambon
- 10) Iconostase
- 11) Autel principal (ND de Féodorovsky)
- 12) Autel secondaire (saint Alexis)

## Parvis
Le parvis principal se trouve du côté sud. La famille impériale entrait toujours de ce côté. Elle était éclairée de lampadaires. Le parvis du côté occidental ne fait plus partie aujourd'hui du territoire de la cathédrale. Il y avait à l'époque de petits chênes, plantés chacun par un membre de la famille de Nicolas II. Il n'en reste plus que quatre aujourd'hui.
Une longue allée de tilleuls mène de la cathédrale à la gare impériale. Les tilleuls les plus importants ont servi à la restauration de la perspective Nevski, après la guerre dans les années 1950. Un buste de Nicolas II a été érigé  le 16 juillet 1993 sur le parvis sud.

## Source
- (ru) Cet article est partiellement ou en totalité issu de l’article de Wikipédia en russe intitulé « Феодоровский собор (Пушкин) » (voir la liste des auteurs).